# II. třída okresu Břeclav
 II. třída okresu Břeclav  (okresní přebor II. třídy) tvoří s ostatními skupinami II. třídy osmou nejvyšší fotbalovou soutěž v České republice. Hraje se každý rok od léta do jara se zimní přestávkou. Na konci ročníku nejlepší dva týmy postupují do I. B třídy Jihomoravského kraje (do skupiny C, zřídka i do skupiny B) a dva nejhorší týmy sestoupí do III. třídy okresu Břeclav

## Vítězové
| Ročník    | Vítězný tým                             |
| --------- | --------------------------------------- |
| 1954      | DSO Baník Moravská Nová Ves             |
| 1955      | DSO Baník Poštorná                      |
| 1956      | DSO Sokol Kostice                       |
| 1957/1958 | TJ Sokol Rakvice                        |
| 1958–1965 | ...                                     |
| 1965/1966 | TJ Sokol Kostice                        |
| 1966–1975 | ...                                     |
| 1975/1976 | TJ Slavoj Velké Pavlovice               |
| 1976/1977 | TJ Slavoj Podivín                       |
| 1977/1978 | TJ Sokol Rakvice                        |
| 1978/1979 | TJ Tatran PKZ Poštorná „B“              |
| 1979/1980 | VTJ Inter Mikulov                       |
| 1980/1981 | TJ Sokol Ladná                          |
| 1981/1982 | TJ Sokol Přítluky                       |
| 1982/1983 | TJ Mostárna Hustopeče                   |
| 1983/1984 | TJ Moravan Pohořelice                   |
| 1984–1986 | ...                                     |
| 1986/1987 | VTJ Pohořelice                          |
| 1987/1988 | TJ Slavoj Velké Pavlovice               |
| 1988/1989 | TJ Mostárna Hustopeče                   |
| 1989/1990 | TJ Sokol Rakvice                        |
| 1990/1991 | TJ Lokomotiva Břeclav                   |
| 1991/1992 | TJ Sokol Popice                         |
| 1992/1993 | TJ Slovan Břeclav                       |
| 1993/1994 | ...                                     |
| 1994/1995 | TJ Sokol Hlohovec                       |
| 1995/1996 | ...                                     |
| 1996/1997 | TJ Sokol Hrušky                         |
| 1997/1998 | TJ Sokol Novosedly                      |
| 1998/1999 | TJ Moravan Lednice                      |
| 1999/2000 | TJ Sokol Pohořelice                     |
| 2000/2001 | TJ Slavoj Podivín                       |
| 2001/2002 | TJ Moravská Nová Ves                    |
| 2002/2003 | TJ Sokol Popice                         |
| 2003/2004 | TJ Mír Velké Bílovice                   |
| 2004/2005 | TJ Sokol Přítluky                       |
| 2005/2006 | TJ Palavan Bavory                       |
| 2006/2007 | MSK Břeclav „B“                         |
| 2007/2008 | TJ Sokol Bořetice                       |
| 2008/2009 | SK Rakvice 1932                         |
| 2009/2010 | FC Hustopeče                            |
| 2010/2011 | Dynamo Cvrčovice                        |
| 2011/2012 | TJ Sokol Pohořelice                     |
| 2012/2013 | TJ Sokol Krumvíř                        |
| 2013/2014 | TJ Sokol Hlohovec                       |
| 2014/2015 | TJ Sokol Křepice                        |
| 2015/2016 | TJ Sokol Charvátská Nová Ves            |
| 2016/2017 | FK Valtice                              |
| 2017/2018 | TJ Přibice                              |
| 2018/2019 | TJ Sokol Tvrdonice                      |
| 2019/2020 | TJ Sokol Křepice (neúplný ročník)       |
| 2020/2021 | TJ Sokol Velké Němčice (neúplný ročník) |